# خلویشچه
خلویشچه (به لهستانی:  Chlewiszcze) یک روستا در لهستان است که در گمینا چرمخا واقع شده‌است.